# Drap (Alps Marítims)
Drap (en francès Drap) és un municipi francès situat al departament dels Alps Marítims i a la regió de Provença – Alps – Costa Blava.

## Demografia
| 1962                                       | 1968  | 1975  | 1982  | 1990  | 1999  | 2006  | 2007  |
| ------------------------------------------ | ----- | ----- | ----- | ----- | ----- | ----- | ----- |
| 1.391                                      | 1.551 | 1.561 | 3.042 | 4.267 | 4.332 | 4.453 | 4.475 |
| Des de 1962: població sense dobles comptes |       |       |       |       |       |       |       |

## Administració
| Període | Identitat   | Partit |
| ------- | ----------- | ------ |
| 1989-   | Marc Morini | PCF    |